# Erlebnisstraße der deutschen Einheit

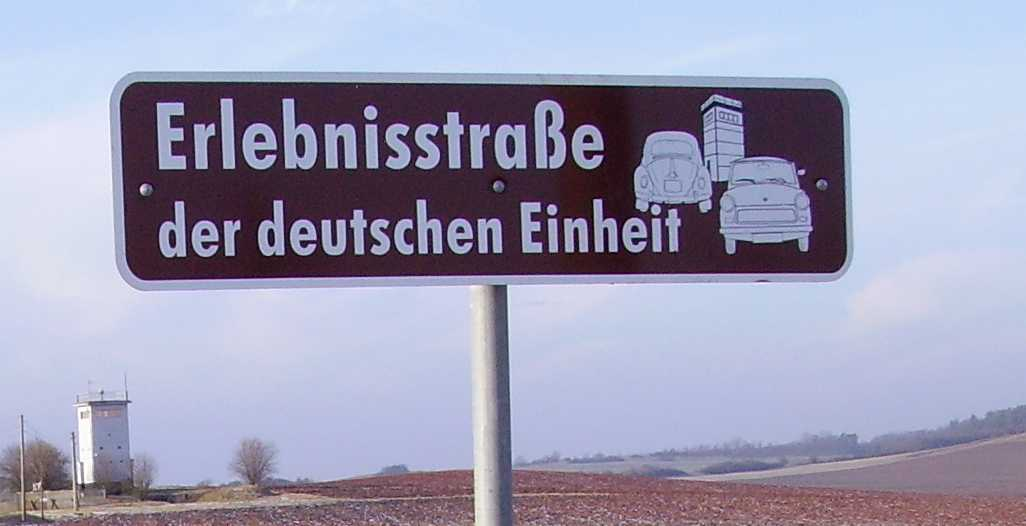

De Erlebnisstraße der deutschen Einheit is een toeristische autoroute in Duitsland. De 2500 kilometer lange bewegwijzerde route in 10 Duitse deelstaten loopt langs de toenmalige Duits-Duitse grens. De route werd ingewijd op 9 mei 2004 en is een initiatief van Elke, Andreas en Manuel Erhard, die er de Bürgerpreis für Deutsche Einheit voor kregen.